# Indija na Olimpijskim igrama 2016.
Indija je nastupila na Ljetnim olimpijskim igrama 2016. u Brazilu.

## Atletika
- Bacanje kugle (M): 1 mjesto
- 20km hodanje (M): 3 mjesta
- Maraton (Ž): 2 mjesta
- 20km hodanje (Ž): 1 mjesto

## Hokej na travi

### Muški
Indijska reprezentacija u hokeju na travi se kvalificirala za OI 2016. osvojivši zlatnu medalju na azijskim igrama 2014.
- Muška reprezentacija - 16 hokejaša

## Streljaštvo
Jedan indijski streljač se kvalificirao za OI 2016. na Svjetskom prvenstvu u streljaštvu 2014.
- Muški pištolj 50m